# United States Rubber Company
United States Rubber Company foi uma fabricante de pneus, inaugurada em 1892. Foi adquirida em 1990, pela Michelin.